# Plurale Ökonomik
Plurale Ökonomik (international meist Real World Economics, in Frankreich als Post-autistische Ökonomie bekannt) ist eine in England, Frankreich, Deutschland und anderen Ländern aktive Bewegung von Lehrenden und Studierenden der Wirtschaftswissenschaften, die sich der „theoretischen Monokultur der neoklassischen Theorie in Lehre, Forschung und Politik“ widersetzen. In Deutschland ist die Initiative in dem 2003 gegründeten Netzwerk Plurale Ökonomik verankert. Sie versteht sich als ein Zweig der ursprünglich in Frankreich gegründeten Bewegung für eine „post-autistische“ Ökonomie, die die Nichtberücksichtigung von gesellschaftlichen Kontextfaktoren außerhalb der Märkte in einer als diskriminierend empfundenen Form als „autistisch“ bezeichnete. Diese Bewegung organisierte sich 2011 in der von Edward Fullbrook und etwa 3000 anderen, zunächst meist britischen Ökonomen gegründeten World Economics Association (WEA) mit Sitz in Bristol. Sie änderte ihren Namen aufgrund der Proteste vieler autistischer Menschen. 2016 hatte die WEA weltweit über 13.000 Mitglieder.
Bekannte Vertreter der Bewegung bzw. der mit dieser Bewegung assoziierten Personen sind in Deutschland Bernd Senf, Arne Heise, Helge Peukert und Silja Graupe, in Österreich Walter Ötsch und Jakob Kapeller. Einige Mitglieder der Bewegung stehen dem Netzwerk attac und der Umweltbewegung nahe. Seit 2001 steht der Bewegung mit dem Open-access-Journal Real-world economics review eine Veröffentlichungsplattform zur Verfügung, die sich mittlerweile als Journal der World Economics Association versteht (dort als WEA-Journal geführt wird). Darüber hinaus existieren noch zwei weitere Open-access-Journals der World Economics Association: World Economic Review und Economic Thought, wobei Letzteres als Offenes Peer-Review-Journal herausgegeben wird.

## Geschichte
Als anfängliche Triebkraft der „post-autistischen“ Bewegung wird der Ökonom Bernard Guerrien gesehen. Sie entstand im Frühjahr des Jahres 2000 durch unzufriedene Ökonomie-Studenten an der französischen Sorbonne. Die „post-autistische Ökonomie“ wurde im Juni des Jahres 2000 nach einem Interview in der Zeitung Le Monde einer breiteren Öffentlichkeit bekannt und erhielt 2001 Unterstützung durch 27 Cambridger Doktoranden. Im deutschsprachigen Raum gründeten sich ab 2003 Arbeitskreise, von denen viele im Netzwerk Plurale Ökonomik aufgingen. Eine wichtige Zeitschrift der Strömung ist die im Jahr 2000 gegründete Real-world economics review, in der u. a. auch James K. Galbraith veröffentlicht.
2012 kam es erstmals in der Geschichte der Jahrestagungen des Vereins für Socialpolitik zu einer pluralistischen Ergänzungsveranstaltung, die von Real-World-Ökonomen und den pluralen Ökonomen organisiert wurde und an der auch Peter Bofinger teilnahm.
Seit 2013 entstehen institutionelle Orte, die sich explizit an einer pluralen Ökonomie orientieren. Neben weiteren Impulsen war das Streben nach einer alternativen ökonomischen Bildung Gründungsimpuls der Hochschule für Gesellschaftsgestaltung (ehemals Cusanus Hochschule), die maßgeblich von Silja Graupe mitgetragen wurde. Dies geschah in enger Zusammenarbeit mit ehemaligen Studierenden aus dem Arbeitskreis für plurale Ökonomik Bayreuth. Seit 2015 ist es möglich, den akkreditierten alternativen Ökonomie-Master dort zu studieren. Seit 2016 bietet die Universität Siegen erstmals einen Masterstudiengang in pluraler Ökonomik an.
Im Jahr 2016 hat sich die Gesellschaft für sozioökonomische Bildung und Wissenschaft als Fachgesellschaft für wissenschaftliche Lehre und wissenschaftsorientierte Bildung im Feld der Sozioökonomie gegründet. Dabei wurde das Anliegen der Pluralen Ökonomik zum ersten Mal institutionell von einer deutschen Fachgesellschaft aufgegriffen. Unter dem Label Transformative Wirtschaftswissenschaft haben 2016 auch das erste Mal über 20 Ökonomen einen grundlegenden Neuanfang für die Ökonomik gefordert und skizziert.

## Positionen
Grundsätzlich kritisieren Vertreter der Pluralen Ökonomik die ihrer Ansicht nach realitätsferne Theoriebildung und mathematische Modellierung der Volkswirtschaftslehre. H. T. Johnson wies schon im Jahr 2000 darauf hin, dass seit den 1980er Jahren die mathematischen Modelle des wirtschaftlichen Geschehens von Managern, die nur theoretisch in Business Schools und nicht mehr praktisch ausgebildet waren, mit der Realität verwechselt wurden. „In their hands the map was the territory.“ Dieser Position schlossen sich nach der Finanzkrise von 2008 immer mehr Wirtschaftswissenschaftler aus anderen Lagern an. So kritisierte 2015 Paul Romer erneut die gleichgewichtstheoretischen Prämissen der mathematisierten Wachstumstheorie seiner Kollegen Lucas und Prescott.
Des Weiteren wird darauf hingewiesen, dass die Ökonomik (obwohl sie sich in ganz bestimmten Punkten von einer Sozialwissenschaft unterscheidet, siehe Volkswirtschaftslehre#Einordnung der Volkswirtschaftslehre in den Wissenschaftskanon) eine Sozial-, keine Naturwissenschaft sei. Daher wird von post-autistischen Ökonomen ein Pluralismus von Theorien und Methoden bevorzugt. Die Ökonomie benötige eine Vielzahl komplementärer, jedoch dabei nicht zwingend konkurrierender Ansätze und Methoden, z. B. auch die der teilnehmenden Beobachtung. Zwar seien Annahmen wie die der begrenzten Rationalität oder die Einbeziehung von Institutionen, staatlichen oder gesellschaftlichen Normen heute bereits Gemeingut der Volkswirtschaftslehre; die mathematische Modellierung sei jedoch ein übergreifendes Supraparadigma geblieben, an das sich der große Strom der Einzeluntersuchungen ohne wahrheitstheoretische Überprüfung anschließe. Die Wirtschaftssystemanalyse sei in der heutigen Volkswirtschaftslehre unzureichend verankert; die Beschränkung auf „kleine Modelle“ mache den Volkswirt zum unpolitischen und ahistorischen Experten.

## Forderungen
Die internationale studentische Dachorganisation International Student Initiative for Pluralism in Economics (ISIPE) stellte in ihrem offenen Brief folgende Forderungen auf:
- „Vermehrte Einstellung von Lehrenden und Forschenden, die theoretische und methodische Vielfalt in die Studiengänge der Ökonomik tragen;
- Erstellen und Verbreiten von Materialien für plurale Kurse;
- Intensive Kooperationen mit sozialwissenschaftlichen oder geisteswissenschaftlichen Fakultäten oder Aufbau spezieller Einrichtungen zur Verantwortung interdisziplinärer Programme.“[9]

Des Weiteren werden theoretischer Pluralismus, methodischer Pluralismus sowie Interdisziplinarität gefordert. Das Ziel sei „eine offene, vielfältige und plurale Volkswirtschaftslehre“.

## Studie zum VWL-Studium in Deutschland
In einer Untersuchung von über 57 Bachelor-Studiengängen in Volkswirtschaftslehre kommt das Netzwerk Plurale Ökonomik zu dem Ergebnis, dass nur 1,3 Prozent der Lehrveranstaltungen „reflexiv“ sind, also Fächer wie Geschichte des ökonomischen Denkens, Wirtschaftsethik, Wissenschaftstheorie und Wirtschaftsgeschichte betreffen. Hingegen stünden die Anteile an BWL- und Rechtsveranstaltungen im internationalen Vergleich im Vordergrund. Zustimmung kam dazu auch von Vertretern der Universität: Wirtschaftsprofessor Volker Caspari (TU Darmstadt) äußerte in einem Artikel der FAZ: „In VWL-Studiengängen ist zu allererst zu viel BWL enthalten. Würde man sie reduzieren, entstände automatisch Raum für Theoriegeschichte und Wirtschaftsgeschichte.“ Die Überbetonung von BWL und Jura sei ein „Etikettenschwindel“. Angesichts des nicht einfachen Arbeitsmarktes für Volkswirte ist jedoch eine stärker betriebswirtschaftliche Ausrichtung ein Konkurrenzvorteil, dem sich die Hochschulen offenbar nicht entziehen können.

## Alternativen
Die Plurale Ökonomik will mit einer Pluralität von interdisziplinären Ansätzen aus allen relevanten Schulen der Wirtschaftswissenschaft wirtschaftliche Phänomene untersuchen. Sie stützt sich auf unterschiedliche Ansätze, die zum Teil die Idee des Homo oeconomicus ablehnen. Ansätze, die geteilt werden, sind:
- Evolutionsökonomik
- Marxistische Wirtschaftstheorie
- Ökologische Ökonomie
- Ökonomie komplexer Systeme
- Ökonophysik
- Postkeynesianismus
- Sozialökonomie
- Sozioökonomie
- Wirtschaftssoziologie

## Kritik
Einige wichtige Vertreter der verschiedenen volkswirtschaftlichen Strömungen (darunter Olivier Blanchard, ein Vertreter der New Consensus Macro-economics, der von der Integrationsfähigkeit der Elemente der Angebotsökonomie und des Keynesianismus ausgeht, sowie Hans-Werner Sinn) weisen die von der post-autistischen Bewegung hervorgebrachte Kritik entschieden als unsinnig zurück (Sinn: „Es sträuben sich die Nackenhaare des Ökonomen, wenn in der Öffentlichkeit ein Widerspruch zwischen Ökologie und Ökonomie beschworen wird.“) Sie führen als Beleg u. a. die Erfolge der neoklassischen Theorie an, die Elemente des Keynesianismus aufgenommen habe und der sie einen positiven Einfluss auf den in den letzten Jahrzehnten entstandenen Wohlstand zusprechen. Außerdem sprechen ihrer Auffassung nach die Erfolge der durch die Deregulierung geprägten Geldmarkttheorie für deren Richtigkeit und Anwendbarkeit. Sinn argumentiert, dass die Ökonomie neoklassische Modelle nutze, um „wie ein Spürhund Fehler im Markt zu finden“ (also Fälle von Marktversagen) und diese dann zu beheben, z. B. durch Bepreisung klimaschädlicher Emissionen.

### BandÖkonomie und Gesellschaftder BPB
Die Bundeszentrale für politische Bildung veröffentlichte 2015 den Band Ökonomie und Gesellschaft über Plurale Ökonomik. Nach Kritik der Bundesvereinigung der Deutschen Arbeitgeberverbände über die „Einseitigkeit der Publikation und fehlende Wirtschaftsfreundlichkeit“ wurde dessen Vertrieb durch das Bundesinnenministerium zunächst verboten. Nach Beschwerden von Gewerkschaften über den „Eingriff in die Autonomie der Bundeszentrale“ wurde das Verbot wieder aufgehoben und gleichzeitig angeordnet, einen „konzeptionell neu gestalteten“ Band zu erstellen.